# Ratthapark Wilairot
Ratthapark Wilairot (Chonburi, 14 aprile 1988) è un pilota motociclistico thailandese ritiratosi dall'attività agonistica.

## Carriera

### Gli inizi
Figlio d'arte, il padre Christmas Wilairot è stato pilota dell'Asian Road Racing Championship, ha ottenuto una wild card per il GP del Giappone del 2006 nella classe 250, finendo 10º. Ha poi gareggiato come pilota titolare con il numero 8 nel 2007 nella classe 250 per la squadra Thai Honda PTT-SAG finendo al 17º posto con 30 punti e ottenendo come miglior risultato in gara un ottavo posto in Gran Bretagna.

### Classe 250
L'anno dopo, con il numero 14, riesce ad andare regolarmente a punti, finendo 13º con 73 punti e ottenendo come miglior risultato quattro ottavi posti (Cina, San Marino, Malesia e Comunità Valenciana). Nel 2009 ottiene come miglior risultato due quinti posti (Francia e Comunità Valenciana) e termina la stagione al 13º posto con 81 punti. 

### Moto2
Nel 2010 viene confermato dal team Thai Honda PTT SAG con una Bimota HB4 in Moto2. Ottiene come miglior risultato un quarto posto al GP d'Olanda e termina la stagione al 22º posto con 30 punti. A dicembre del 2010 è stato vittima di un grave incidente stradale che l'ha costretto ad un periodo di ricovero ospedaliero. I postumi dell'incidente condizioneranno il suo rendimento nella stagione 2011 quando, alla guida di una FTR M211, ottiene come miglior risultato un dodicesimo posto in Spagna e termina la stagione al 30º posto con 4 punti. In questa stagione è costretto a saltare il Gran Premio di Catalogna per un infortunio e i Gran Premi d'Australia e Malesia dopo un incidente nelle prove libere del GP d'Australia con Marc Márquez. Nel 2012 passa al team Gresini Racing, guidando inizialmente una Moriwaki MD600 e poi una Suter MMX, con compagno di squadra Gino Rea. Ottiene come miglior risultato un ottavo posto in Francia e termina la stagione al 27º posto con 9 punti. Nel 2013 corre i primi otto GP continuando in Moto2 con il team Thai Honda PTT Gresini per poi annunciare il ritiro dall'agonismo, il suo posto viene preso dal connazionale Thitipong Warokorn.

### Supersport: la storica vittoria a Buriram
Contravvenendo a quanto dichiarato la stagione precedente, nel 2014 torna alle competizioni, partecipando per la prima volta nella sua carriera al campionato mondiale Supersport, andando a guidare una Honda CBR600RR del team Core PTR Honda, in occasione dell'ultimo evento stagionale in Qatar ottiene il suo primo podio in una gara mondiale terminando secondo dietro al vincitore Michael van der Mark. Chiude l'annata al nono posto in classifica piloti. Nello stesso anno corre il Gran Premio di Spagna nella classe Moto2 del motomondiale in sostituzione dell'infortunato Josh Herrin sulla Caterham Suter; ne prende definitivamente il posto dal Gran Premio di San Marino. Non ottiene punti.
Nella Stagione 2015 partecipa alle prime cinque gare del mondiale Supersport in sella ad una Honda CBR600RR del team Core" Motorsport Thailand. Ottiene uno storico successo al Gran Premio di Thailandia. Passa poi a stagione in corso a disputare quattro gare nella classe Moto2 del motomondiale non ottenendo punti validi per la classifica mondiale. Nel campionato mondiale Supersport i punti ottenuti nelle prime 5 gare gli consentono di chiudere al 13º posto.

### Il ritorno in Moto2 e dopo le corse
Nel 2016 corre in Moto2 con il team Idemitsu Honda Asia, che gli affida una Kalex; il compagno di squadra è Takaaki Nakagami. In questa stagione è costretto a saltare il Gran Premio d'Olanda per sottoporsi ad un intervento alla mano sinistra per sistemare i legamenti dell'osso metacarpale e intermetacarpale lesionatisi in una caduta nel Gran Premio di Spagna. Chiude la stagione al ventottesimo posto in classifica piloti con sei punti all'attivo e un tredicesimo posto in Qatar come miglior risultato. Rimasto lontano dal palcoscenico delle gare mondiali, si ritira ed intraprende, seppur temporaneamente la vita del Monaco buddhista. Tornato nel mondo delle corse, svolge la mansione di coach supportando la carriera del fratello minore Ratthapong.

## Risultati in gara

### Motomondiale
| 2006 | Classe | Moto  |  |  |  |  |  |  |  |  |  |  |    |  |  |  |    |  |  |  | Punti | Pos. |
| ---- | ------ | ----- |  |  |  |  |  |  |  |  |  |  | -- |  |  |  | -- |  |  |  | ----- | ---- |
| 2006 | 250    | Honda |  |  |  |  |  |  |  |  |  |  | NE |  |  |  | 10 |  |  |  | 6     | 28º  |

| 2007 | Classe | Moto  |    |    |    |    |    |     |    |   |    |    |    |    |    |     |     |    |    |    | Punti | Pos. |
| ---- | ------ | ----- | -- | -- | -- | -- | -- | --- | -- | - | -- | -- | -- | -- | -- | --- | --- | -- | -- | -- | ----- | ---- |
| 2007 | 250    | Honda | 14 | 12 | 15 | 12 | 11 | Rit | 17 | 8 | 14 | 19 | NE | 16 | 13 | Rit | Rit | 19 | 16 | 15 | 30    | 17º  |

| 2008 | Classe | Moto  |    |    |    |   |    |    |    |    |    |    |    |    |   |  |    |   |   |   | Punti | Pos. |
| ---- | ------ | ----- | -- | -- | -- | - | -- | -- | -- | -- | -- | -- | -- | -- | - |  | -- | - | - | - | ----- | ---- |
| 2008 | 250    | Honda | 13 | 12 | 13 | 8 | 15 | 10 | 11 | 16 | 12 | 16 | NE | 11 | 8 |  | 13 | 9 | 8 | 8 | 73    | 13º  |

| 2009 | Classe | Moto  |   |     |    |   |    |   |   |    |    |     |    |     |     |   |   |   |   |  | Punti | Pos. |
| ---- | ------ | ----- | - | --- | -- | - | -- | - | - | -- | -- | --- | -- | --- | --- | - | - | - | - |  | ----- | ---- |
| 2009 | 250    | Honda | 8 | Rit | 15 | 5 | 14 | 7 | 9 | NE | NP | Rit | 11 | Rit | Rit | 6 | 9 | 6 | 5 |  | 81    | 13º  |

| 2010 | Classe | Moto   |    |    |   |     |    |   |     |    |    |    |     |    |    |    |    |    |     |    | Punti | Pos. |
| ---- | ------ | ------ | -- | -- | - | --- | -- | - | --- | -- | -- | -- | --- | -- | -- | -- | -- | -- | --- | -- | ----- | ---- |
| 2010 | Moto2  | Bimota | 17 | 17 | 7 | Rit | 13 | 4 | Rit | 17 | NE | 21 | Rit | 12 | 15 | 24 | 16 | 22 | Rit | 22 | 30    | 22º  |

| 2011 | Classe | Moto |     |    |     |    |    |     |     |     |    |    |    |     |     |     |    |    |     |     | Punti | Pos. |
| ---- | ------ | ---- | --- | -- | --- | -- | -- | --- | --- | --- | -- | -- | -- | --- | --- | --- | -- | -- | --- | --- | ----- | ---- |
| 2011 | Moto2  | FTR  | Rit | 12 | Rit | 24 | NP | Rit | Rit | Rit | 25 | NE | 17 | Rit | Rit | Rit | 22 | NP | Inf | Rit | 4     | 30º  |

| 2012 | Classe | Moto             |    |    |    |   |    |    |     |     |    |    |    |    |    |    |    |    |    |    | Punti | Pos. |
| ---- | ------ | ---------------- | -- | -- | -- | - | -- | -- | --- | --- | -- | -- | -- | -- | -- | -- | -- | -- | -- | -- | ----- | ---- |
| 2012 | Moto2  | Moriwaki e Suter | 21 | 26 | 23 | 8 | 18 | 15 | Rit | Rit | 16 | NE | 23 | 20 | 19 | 24 | 20 | 21 | 18 | 24 | 9     | 27º  |

| 2013 | Classe | Moto  |     |    |     |     |    |     |    |    |    |  |  |  |  |  |  |  |  |  | Punti | Pos. |
| ---- | ------ | ----- | --- | -- | --- | --- | -- | --- | -- | -- | -- |  |  |  |  |  |  |  |  |  | ----- | ---- |
| 2013 | Moto2  | Suter | Rit | 21 | Rit | Rit | 16 | Rit | 20 | 22 | NE |  |  |  |  |  |  |  |  |  | 0     |      |

| 2014 | Classe | Moto           |  |  |  |    |  |  |  |  |  |  |  |  |    |    |    |     |     |    | Punti | Pos. |
| ---- | ------ | -------------- |  |  |  | -- |  |  |  |  |  |  |  |  | -- | -- | -- | --- | --- | -- | ----- | ---- |
| 2014 | Moto2  | Caterham Suter |  |  |  | 19 |  |  |  |  |  |  |  |  | 23 | 22 | 19 | Rit | Rit | 19 | 0     |      |

| 2015 | Classe | Moto  |  |  |  |  |  |  |     |    |    |     |  |  |  |  |  |  |  |  | Punti | Pos. |
| ---- | ------ | ----- |  |  |  |  |  |  | --- | -- | -- | --- |  |  |  |  |  |  |  |  | ----- | ---- |
| 2015 | Moto2  | Suter |  |  |  |  |  |  | Rit | 24 | 23 | Rit |  |  |  |  |  |  |  |  | 0     |      |

| 2016 | Classe | Moto  |    |    |    |     |    |    |     |     |     |    |    |    |    |    |    |    |    |    | Punti | Pos. |
| ---- | ------ | ----- | -- | -- | -- | --- | -- | -- | --- | --- | --- | -- | -- | -- | -- | -- | -- | -- | -- | -- | ----- | ---- |
| 2016 | Moto2  | Kalex | 13 | 17 | 19 | Rit | 21 | 22 | Rit | Inf | Rit | 22 | 25 | 18 | 14 | 26 | 18 | 15 | 24 | 20 | 6     | 28º  |

| Legenda | 1º posto        | 2º posto            | 3º posto            | A punti      | Senza punti        | Grassetto – Pole position Corsivo – Giro più veloce |
| Legenda | Gara non valida | Non qual./Non part. | Ritirato/Non class. | Squalificato | '-' Dato non disp. | Grassetto – Pole position Corsivo – Giro più veloce |

### Campionato mondiale Supersport
| 2014 | Moto  |     |    |    |     |    |   |   |    |   |   |   |  |  |  | Punti | Pos. |
| ---- | ----- | --- | -- | -- | --- | -- | - | - | -- | - | - | - |  |  |  | ----- | ---- |
| 2014 | Honda | Rit | 10 | 13 | Rit | 12 | 6 | 9 | 11 | 8 | 9 | 2 |  |  |  | 70    | 9º   |

| 2015 | Moto  |   |   |     |    |   |  |  |  |  |  |  |  |  |  | Punti | Pos. |
| ---- | ----- | - | - | --- | -- | - |  |  |  |  |  |  |  |  |  | ----- | ---- |
| 2015 | Honda | 5 | 1 | Rit | 19 | 6 |  |  |  |  |  |  |  |  |  | 46    | 13º  |

| Legenda | 1º posto        | 2º posto            | 3º posto           | A punti      | Senza punti        | Grassetto – Pole position Corsivo – Giro più veloce |
| Legenda | Gara non valida | Non qual./Non part. | Ritirato/Non class | Squalificato | '-' Dato non disp. | Grassetto – Pole position Corsivo – Giro più veloce |